# Bisdom Ngaoundéré

Het bisdom Ngaoundéré (rood) binnen Kameroen

Het bisdom Ngaoundéré (Latijn: Dioecesis Ngaunderensis) is een rooms-katholieke bisdom in Kameroen. Het maakt samen met drie andere bisdommen deel uit van de kerkprovincie Garoua en is suffragaan aan het aartsbisdom Garoua. Het bisdom telt 47.600 katholieken (2019), wat zo'n 4,2% van de totale bevolking van 1.125.000 is. Het bisdom heeft een oppervlakte van 64.930 km² en komt overeen met de regio Adamaoua. In 2019 bestond het bisdom uit 26 parochies.  

## Geschiedenis
- 1982: Oprichting uit delen van het aartsbisdom Garoua

## Speciale kerken

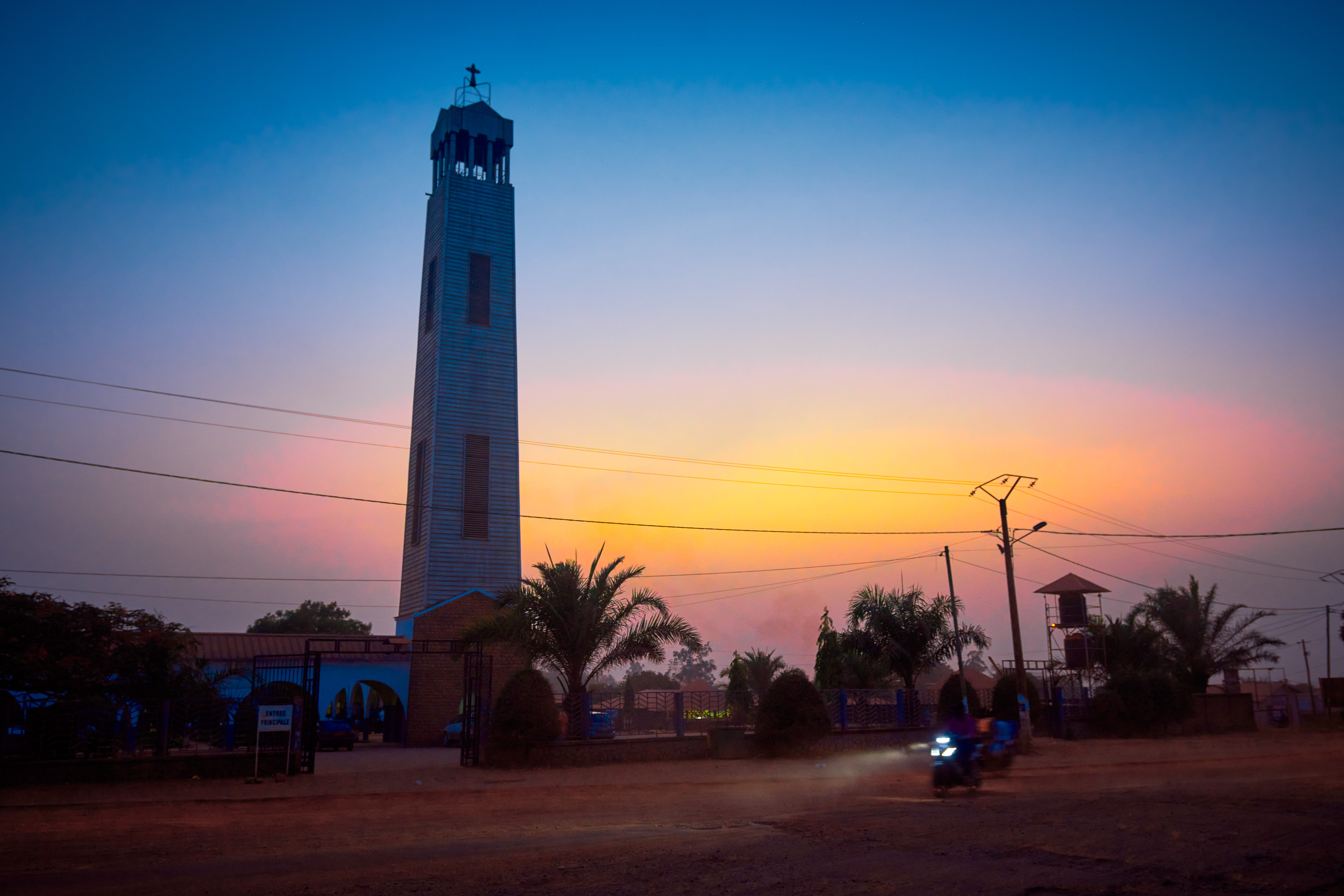
Cathédrale Notre-Dame des Apôtres

De kathedraal van het bisdom Ngaoundéré is de Cathédrale Notre-Dame des Apôtres in Ngaoundéré.

## Bisschoppen
- Jean-Marie-Joseph-Augustin Pasquier, OMI (1982–2000)
- Joseph Djida, OMI (2000–2015)
- Emmanuel Abbo (sinds 2016)